# Grammy for bedste instrumentale rock-præstation
Grammy for Best Rock Instrumental Performance er en amerikansk pris der uddeles af Recording Academy for årets bedste rock udgivelse uden sang. Prisen gives normalt for et enkelt nummer, men kan også gives for et helt album, og prisen går til gruppen eller kunstneren. Prisen har været uddelt siden 1980. 
Fra 1986 til 1989 blev prisen kaldt Best Rock Instrumental Performance (Orchestra, Group or Soloist). 

## Modtagere af Grammy for Best Rock Instrumental Performance
- 2009: Zappa Plays Zappa Featuring Steve Vai & Napoleon Murphy Brock for "Peaches En Regalia"
- 2008: Bruce Springsteen for "Once Upon A Time In The West"
- 2007: The Flaming Lips for "The Wizard Turns On ..."
- 2006: Les Paul & friends for "69 Freedom Specials"
- 2005: Brian Wilson for "Mrs. O'Leary's Cow"
- 2004: Jeff Beck for "Plan B"
- 2003: The Flaming Lips for "Approaching Pavonis Mons By Balloon (Utopia Planitia)"
- 2002: Godsmack for "Vampires"
- 2001: Michael Kamen (dirigent), Metallica & San Francisco Symphony for "The Call of Ktulu"
- 2000: Eric Clapton & Santana for "The Calling"

- 1999: Pat Metheny Group for "The Roots of Coincidence"
- 1998: The Chemical Brothers for "Block Rockin' Beats"
- 1997: Eric Clapton, Robert Cray, Buddy Guy, Dr. John, B. B. King, Art Neville, Bonnie Raitt & Jimmie Vaughan for "SRV Shuffle"
- 1996: The Allman Brothers Band for "Jessica"
- 1995: Pink Floyd for "Marooned"
- 1994: Steve Vai for "Sofa"
- 1993: Stevie Ray Vaughan & Double Trouble for "Little Wing"
- 1992: Eric Johnson for "Cliffs of Dover"
- 1991: Vaughan Brothers for "D/FW"
- 1990: Jeff Beck, Terry Bozzio & Tony Hymas for "Jeff Beck's Guitar Shop with Terry Bozzio & Tony Hymas"

- 1989: Carlos Santana for "Blues for Salvador"
- 1988: Frank Zappa for "Jazz from Hell"
- 1987: The Art of Noise & Duane Eddy for "Peter Gunn"
- 1986: Jeff Beck for "Escape"
- 1985: Yes for "Cinema"
- 1984: Sting for "Brimstone and Treacle"
- 1983: A Flock Of Seagulls for "D.N.A."
- 1982: The Police for "Behind My Camel"
- 1981: The Police for "Reggatta de Blanc"
- 1980: Paul McCartney & Wings for "Rockestra Theme"